# Islamophobia Watch
Islamophobia Watch (Em tradução livre: Observando a Islamofobia) é um site inaugurado em 2005 sem fins lucrativos, com o objetivo de documentar os casos de preconceitos contra os islâmicos na mídia e na sociedade em geral, combatendo assim a islamofobia.
O site foi criado por dois socialistas não islâmicos, Eddie Truman e Bob Pitt. Na época de fundação, Truman era assessor de imprensa do Partido Socialista no parlamento escocês, e Pitt trabalhou como pesquisador no escritório do então prefeito de Londres, Ken Livingstone.

## Objetivos
Islamophobia Watch é definido no trabalho acadêmico "Cyber-islamofobia? O caso da WikiIslam" como um dos principais grupos de esforços contra o discurso islamofóbico na internet. O site apresenta informações sobre a discriminação antimuçulmana manifestados na sociedade contemporânea, incluindo questões como: O combate político contra o véu (hijab) na Europa, os atentados anti-jihad em Londres, o extremismo da direita, o multiculturalismo, o secularismo agressivo e a polêmica em torno dos direitos das mulheres no islã, entre outros assuntos que são apresentados em detalhe. A página também oferece informações específicas sobre vários estudiosos do islamismo ou personalidades muçulmanas, incluindo Tariq Ramadan, Yusuf Al-Qaradawi e Oriana Fallaci. Igualmente expõe noções dos "principais problemas expostos na mídia em torno da islamofobia e do racismo no Reino Unido".

## Recepção
Islamophobia Watch foi bem recebido pela comunidade islâmica, o veem como um recurso útil na luta contra à intolerância anti-muçulmana. Recebeu uma menção honrosa na categoria "Melhor blog não-islâmico" no Prêmio Brass Crescent Awards, um evento que gratifica a comunidade muçulmana na internet, em 2005.

## Controvérsias
Durante a campanha eleitoral para prefeito de Londres, a Islamophoby Watch sofreu críticas do jornal londrino Evening Standard. Um editorial denunciou que o site tentou desacreditar um oponente de Ken Livingstone sem provas consistentes, o conservador Boris Johnson, de ter ligações com o Partido Nacional Britânico de extrema-direita. Um artigo do mesmo jornal feito por Kieth Dovkants, afirmou que o Islamophobia Watch não passa de uma ferramenta política de Ken, porque deu uma cobertura favorável no papel de Livingstone no combate à islamofobia.